# Depressão subtropical 02Q (2021)
A depressão subtropical 02Q foi uma tormenta que atingiu o Rio Grande do Sul em 2021. Ela é a segunda a atingir o litoral do Brasil. 
A Marinha do Brasil a notificou na costa do estado, numa carta sinótica, em 14 de fevereiro.
Havia muita expectativa de que ela fosse nomeada, mas ela não alcançou os 34 nós (~65 km/h) ou mais necessários para isso. Esta é a primeira vez que 2 ciclones mais fortes (subtropical ou tropical) se formam no mesmo mês. A última foi a 01Q
Ela perdeu suas características subtropicais em 17 de fevereiro de 2021, e se transformou numa baixa comum no mar.
Numa análise sinótica posterior, o CHM indicou que 02Q atingira ventos sustentados de 65 quilômetros por hora através de uma boia meteorológica. Mas preferiu manter o sistema como "depressão subtropical", apesar do boletim. 